# Ивачёв, Павел Андреевич
Па́вел Андре́евич (Андриа́нович) Ивачёв (4 ноября 1844 года, село Колыванской шлифовальной фабрики, Томская губерния, Российская империя — 2 августа 1910 года, Петергоф) — русский художник, заведующий выставками Передвижников, управляющий камнерезными фабриками.

## Биография
Павел Андреевич (в ранних прижизненных документах именуется Андриановичем) Ивачёв родился 4 ноября 1844 года в селе при Колыванской шлифовальной фабрике на юге Томской губернии в семье потомственных камнерезов. Пройдя обучение в Колыванском училище, затем в Барнаульском горном училище, в 1867 году Ивачёву удалось получить стипендию Кабинета Его Императорского Величества и поступить на учёбу живописи в Императорскую Академию художеств в Санкт-Петербурге. В то же время в академии обучались многие ставшие впоследствии знаменитыми художники, такие как Марк Антокольский, Иван Крамской, Архип Куинджи, Владимир Маковский, Василий Поленов, Илья Репин, Василий Суриков и другие. За время обучения Ивачёв был неоднократно награждён — так, в 1869, 1870 и 1872 годах он получал по две серебряных медали. В 1872 году меценат Михаил Сидоров заказал у двух учеников Академии — Ивачёва и Сурикова — серию из 12 картин, посвящённых жизни императора Петра Великого и приуроченных к его 200-летию. Картины были написаны за четыре месяца, и в дальнейшем была издана книга с их литографическими репродукциями. Однако, поскольку картины не были подписаны, до сих пор до конца не известно, какие из них написал Ивачёв, а какие Суриков (хотя часто многие из картин — например, «Пётр Великий перетаскивает суда из Онежского залива», находящуюся в собрании Государственного Русского музея, или «Обед и братство Петра Великого в доме князя Меншикова» из собрания Государственного литературного музея — приписывают Сурикову как впоследствии более известному).

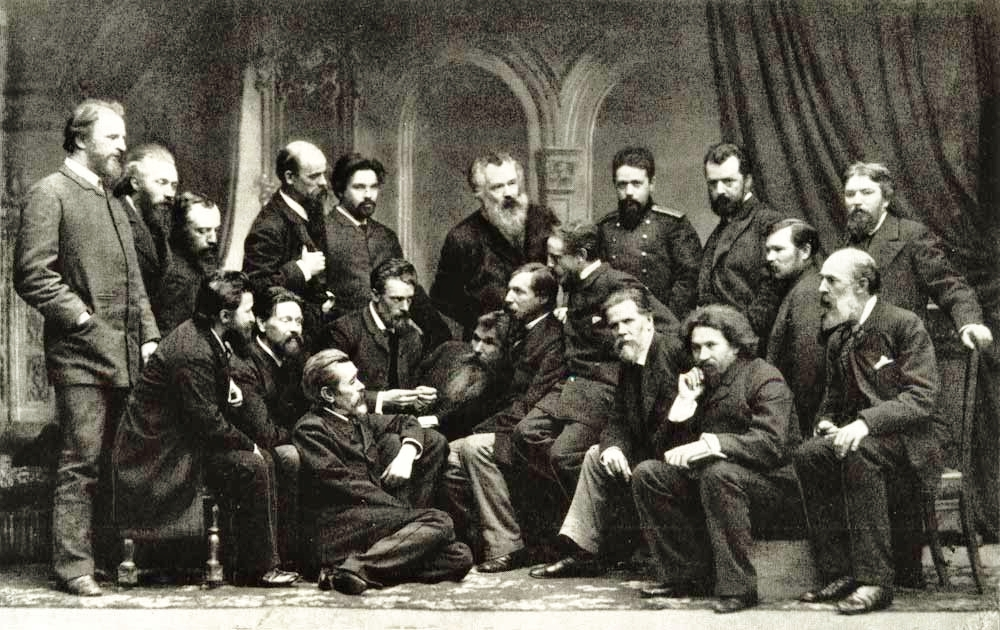
Группа членов Товарищества передвижных художественных выставок (1886 год). Сидят (слева направо): С. Н. Аммосов, А. А. Киселёв, Н. В. Неврев, В. Е. Маковский, А. Д. Литовченко, И. М. Прянишников, К. В. Лемох, И. Н. Крамской, И. Е. Репин, П. А. Ивачёв, Н. Е. Маковский. Стоят (слева направо): Г. Г. Мясоедов, К. А. Савицкий, В. Д. Поленов, Е. Е. Волков, В. И. Суриков, И. И. Шишкин, Н. А. Ярошенко, П. А. Брюллов, А. К. Беггров.

В 1873 году Ивачёв окончил обучение в Академии, получив звание классного художника 2-й степени за картину «Давид играет на гуслях перед Саулом», однако остался в Академии с целью продолжения обучения камнерезному искусству. В 1877 году вернулся на родину и до 1880 года работал на Колыванской шлифовальной фабрике, занимаясь техническими вопросами, после чего вернулся в Санкт-Петербург, где в течение года преподавал в Академии художеств. С 1882 по 1886 год работал в Товариществе передвижных художественных выставок, членами которого были многие его друзья по Академии. Под руководством Ивачёва были организованы 31 выставка картин членов товарищества. В его обязанности входил отбор картин для выставок, организация их проведения, а также продажа экспонатов — так, именно Ивачёв выступал посредником между художниками Карлом Брюлловым и Иваном Шишкиным с одной стороны, и галеристом Павлом Третьяковым — с другой.

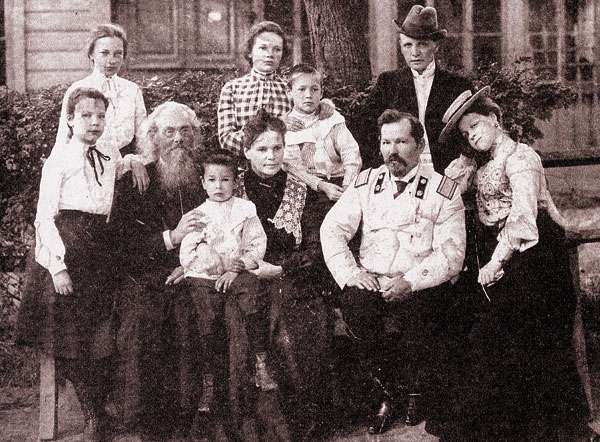
Павел Андреевич Ивачёв (в белом кителе) с семьёй в Колывани

В 1886 году Ивачёв снова вернулся на Колыванскую шлифовальную фабрику — на этот раз в качестве управляющего. Под руководством Павла Андреевича на фабрике было выполнено множество художественных изделий: так, в 1889 году была изготовлена ваза из красного мрамора с пьедесталом из зелёно-волнистой яшмы, которая сейчас находится в одном из залов Нью-Йоркской фондовой биржи; в 1893 году на Всемирной выставке в Чикаго были представлены изделия фабрики, которые получили бронзовую медаль и диплом; в 1900 году на Всемирной выставке в Париже экспонировалась ваза из коргонского порфира, сегодня находящаяся в собрании Эрмитажа. С 1892 по 1909 годы на фабрике были изготовлены 54 детали из яшмы и порфира для храма Спаса на Крови в Санкт-Петербурге, в том числе 16 колонн. При фабрике работали ремесленный класс и художественное училище, в котором сам Ивачёв преподавал рисование. В 1902 году к столетию фабрики Ивачёвым в соавторстве с архивариусом Главного управления Алтайского горного округа Николаем Гуляевым была написана и издана книга «Колыванская шлифовальная фабрика на Алтае: Краткий исторический очерк, составленный к столетию фабрики». Вместе с тем, на протяжении всей работы Ивачёва во главе фабрики, он не переставал слать сообщения в Петербург, настаивая на новых заказах для неё, поскольку считал, что фабрика недозагружена.
В 1902 году Павел Андреевич был переведён по его просьбе на Петергофскую гранильную фабрику, мотивируя это проблемами со здоровьем и более мягким климатом в Петергофе. На этой фабрике под руководством Ивачёва продолжалось производство художественных изделий для храма Спаса на Крови. Павел Андреевич Ивачёв скончался 2 августа 1910 года. Его архив хранится в Колыванском музее камнерезного дела.